# العلاقات التونسية السورينامية
العلاقات التونسية السورينامية هي العلاقات الثنائية التي تجمع بين تونس وسورينام.

## مقارنة بين البلدين
هذه مقارنة عامة ومرجعية للدولتين:
| وجه المقارنة                                              | تونس                                       | سورينام                        |
| --------------------------------------------------------- | ------------------------------------------ | ------------------------------ |
| المساحة (كم2)                                             | 163.61 ألف                                 | 163.27 ألف                     |
| عدد السكان (نسمة)                                         | 11.53 مليون                                | 563.40 ألف                     |
| الكثافة السكانية (ن./كم²)                                 | 70.47                                      | 3.45                           |
| العاصمة                                                   | تونس                                       | باراماريبو                     |
| اللغة الرسمية                                             | اللغة العربية                              | اللغة الهولندية                |
| العملة                                                    | دينار تونسي                                | دولار سورينامي، غيلدر سورينامي |
| الناتج المحلي الإجمالي (بليون دولار)                      | 40.26 مليار                                | 3.32 مليار                     |
| الناتج المحلي الإجمالي (تعادل القوة الشرائية) بليون دولار | 129.05 مليار                               | 9.07 مليار                     |
| الناتج المحلي الإجمالي الاسمي للفرد دولار أمريكي          | 3.87 ألف                                   | 9.48 ألف                       |
| الناتج المحلي الإجمالي للفرد دولار أمريكي                 | 11.44 ألف                                  | 16.64 ألف                      |
| مؤشر التنمية البشرية                                      | 0.721                                      | 0.714                          |
| رمز المكالمات الدولي                                      | +216                                       | +597                           |
| رمز الإنترنت                                              | .tn                                        | .sr                            |
| المنطقة الزمنية                                           | ت ع م+01:00، توقيت وسط أوروبا، ت ع م+02:00 | 00                             |

## منظمات دولية مشتركة
يشترك البلدان في عضوية مجموعة من المنظمات الدولية، منها:
| علم المنظمة | اسم المنظمة                        | تاريخ انضمام تونس | تاريخ انضمام سورينام |
| ----------- | ---------------------------------- | ----------------- | -------------------- |
|             | يونسكو                             | 8 نوفمبر 1956     | 16 يوليو 1976        |
|             | مؤسسة التمويل الدولية              | 25 يوليو 1962     | 1 سبتمبر 2011        |
|             | منظمة التعاون الإسلامي             | ?                 | ?                    |
|             | منظمة حظر الأسلحة الكيميائية       | ?                 | ?                    |
|             | منظمة التجارة العالمية             | ?                 | ?                    |
|             | وكالة ضمان الاستثمار متعدد الأطراف | 7 يونيو 1988      | 2 يوليو 2003         |
|             | الاتحاد البريدي العالمي            | ?                 | ?                    |
|             | الاتحاد الدولي للاتصالات           | 14 ديسمبر 1956    | 15 يوليو 1976        |
|             | منظمة الشرطة الجنائية الدولية      | ?                 | ?                    |
|             | الأمم المتحدة                      | 12 نوفمبر 1956    | 4 ديسمبر 1975        |
|             | البنك الدولي للإنشاء والتعمير      | 14 أبريل 1958     | 27 يونيو 1978        |
|             | المنظمة الهيدروغرافية الدولية      | ?                 | ?                    |

## وصلات خارجية
- موقع وزارة الخارجية التونسية
- موقع وزارة الخارجية السورينامية